# Gōseki Kojima
Gōseki Kojima (小島 剛夕?, Kojima Gōseki; Tokyo, 3 novembre 1928 – 5 gennaio 2000) è stato un fumettista giapponese. È conosciuto a livello internazionale soprattutto per il manga di samurai Lone Wolf and Cub, sui testi di Kazuo Koike, vincitore dell'Eisner Award nella categoria Migliore edizione statunitense di opere straniere. 

## Biografia
Kojima è nato a Yokkaichi, una cittadina della prefettura di Mie, nello stesso giorno in cui nacque Osamu Tezuka. Appartenente ad una famiglia di artisti, il bis-nonno era uno scultore mentre il padre un ritrattista, dopo aver terminato le scuole superiori Kojima dipinge cartelloni cinematografici come primo impiego lavorativo. 
Nel 1950, si trasferisce a Tokyo. Il mercato editoriale del primo dopoguerra è caratterizzato dalla presenza di un pubblico di lettori troppo impoverito per potersi permettere il lusso dell’acquisto di riviste di fumetti. In questo contesto, Kojima lavora prima nell’ambito del Kamishibai, una forma di narrazione soprannominata “dramma di carta”, per poi dedicarsi al Kashi-hon, una forma di editoria basata sul prestito e non sulla vendita dei volumi. 
Nel 1957, Kojima debutta nel genere gekiga, che lo renderà uno degli autori più importanti della storia del fumetto mondiale, con Onmitsu Kokuyōden. Nel 1967, firma la sua prima serie pubblicata su rivista, Doninki. Verso la fine degli anni Sessanta, inoltre, sarà assistente di Sampei Shirato per la serie Kamui-den.
Nel 1970, Kojima inaugura il sodalizio artistico con lo scrittore Kazuo Koike: Lone Wolf and Cub, che verrà serializzata per sei anni sino al 1976 e che ispirerà una serie televisiva e sei lungometraggi, concede a Kojima e Koike fama e prestigio internazionali. La collaborazione tra i due proseguirà per quasi tre decenni, con una decina di serie, e regalerà agli autori il soprannome di "coppia d'oro".
Nel corso degli anni Novanta, Kojima ha creato opere che spaziano in più campi di interesse: biografie di personaggi storici, adattamenti di testi classici della letteratura e di alcune pellicole del suo regista preferito, Akira Kurosawa. Kojima muore all'età di 71 anni, il 5 gennaio 2000.

### Opere
| #  | Titolo                                         | Data di pubblicazione | Volumi |
| -- | ---------------------------------------------- | --------------------- | ------ |
| 1  | Onmitsu Kokuyōden (隠密黒妖伝?)                | 1957                  | 1      |
| 2  | Doninki (土忍記?)                              | 1967                  | 1      |
| 3  | Bakumatsu ansatsu hiwa (幕末暗殺秘話?)         | 1968                  | 1      |
| 4  | Katame Yagyū (片目柳生?)                       | 1968                  | 1      |
| 5  | Akai kagebōshi (赤い影法師?)                   | 1969                  | 1      |
| 6  | Ken oni ga iku (剣鬼が行く?)                   | 1970                  | 1      |
| 7  | Lone Wolf and Cub (子連れ狼?)                  | 1970-1976             | 28     |
| 8  | Gekiga E´toile (おぼろ十忍帖?)                 | 1972                  | 1      |
| 9  | Koken no ōkami (孤剣の狼?)                     | 1972                  | 1      |
| 10 | Douchuushi (道中師?)                           | 1972-1974             | 4      |
| 11 | Samurai Executioner (首斬り朝?)                | 1972-1976             | 14     |
| 12 | Oboro Jūninjō (おぼろ十忍帖?)                  | 1974                  | 1      |
| 13 | Tatamidori Kasajirou (畳捕り傘次郎?)           | 1976-1977             | 4      |
| 14 | Haru ga kita (春が来た?)                       | 1976-1978             | 10     |
| 15 | Zankanjō (斬奸状?)                             | 1977                  | 1      |
| 16 | Gaki no Wakusei (餓鬼の惑星?)                  | 1978                  | 1      |
| 17 | Kei no Seishun (ケイの凄春?)                   | 1978-1980             | 14     |
| 18 | Hanzō, la via dell'assassino (半蔵の門?)       | 1978-1984             | 19     |
| 19 | Zansatsusha (斬殺者?)                          | 1979                  | 6      |
| 20 | Kan no Oni (試衛館の鬼?)                       | 1980-1981             | 5      |
| 21 | Kawaite sōrō (乾いて候?)                       | 1980-1982             | 8      |
| 22 | Suri Hana (掏摸花?)                            | 1981                  | 4      |
| 23 | Kunoichi hyaku oni (くノ一百鬼?)               | 1982                  | 1      |
| 24 | Sumi San no Hananashi (角さんの話?)            | 1983                  | 1      |
| 25 | Tenchi ni musō (天地に夢想?)                   | 1983-1984             | 9      |
| 26 | Son Gokū (孫悟空?)                             | 1984-1986             | 9      |
| 27 | Byakkotai (白虎隊?)                            | 1986                  | 1      |
| 28 | Kai no tora Takeda Shingen (甲斐の虎武田信玄?) | 1987-1988             | 6      |
| 29 | Kujaku Ou Denki (孔雀王伝奇?)                  | 1987                  | 3      |
| 30 | Guresha (愚れ者?)                              | 1987                  | 4      |
| 31 | Ōgon taikōki (黄金太閤記?)                     | 1988                  | 2      |
| 32 | Gekitotsu (激突?)                              | 1988-1989             | 2      |
| 33 | Den Ikkyu (一休伝?)                            | 1989-1990             | 3      |
| 34 | The Ninja (The忍者?)                           | 1989                  | 1      |
| 35 | Tachibana Kaoru Monogatari (橘カオル物語?)     | 1992                  | 1      |
| 36 | Oda Nobunaga (織田信長?)                       | 1992                  | 1      |
| 37 | Miyamoto Musashi (宮本武蔵?)                   | 1995                  | 1      |
| 38 | Shinchō kōki (信長公記?)                       | 1996                  | 1      |
| 39 | Kumonosu-jō (蜘蛛巣城?)                        | 1998                  | 1      |
| 40 | Sanjuro (椿三十郎?)                            | 1998                  | 1      |
| 41 | The Bakumatsu ( The幕末?)                      | 2002                  | 1      |